# 羽鳃鲐

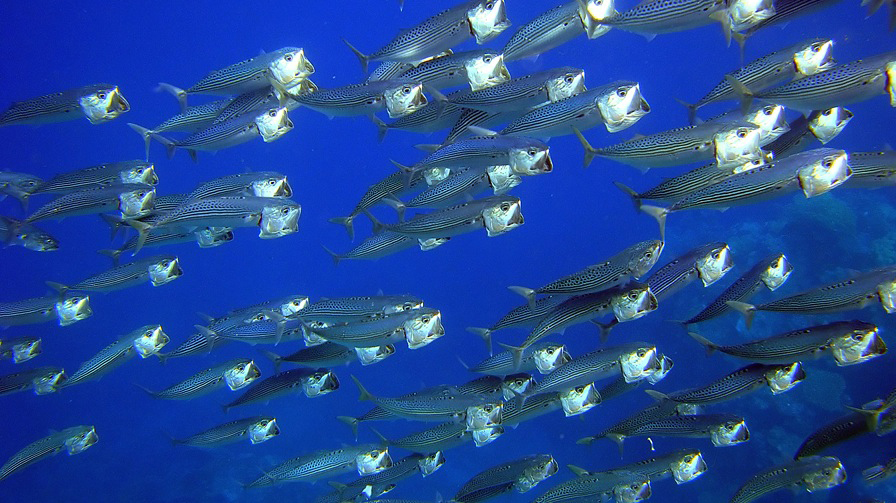
School of Indian mackerel ram feeding on macroplanton

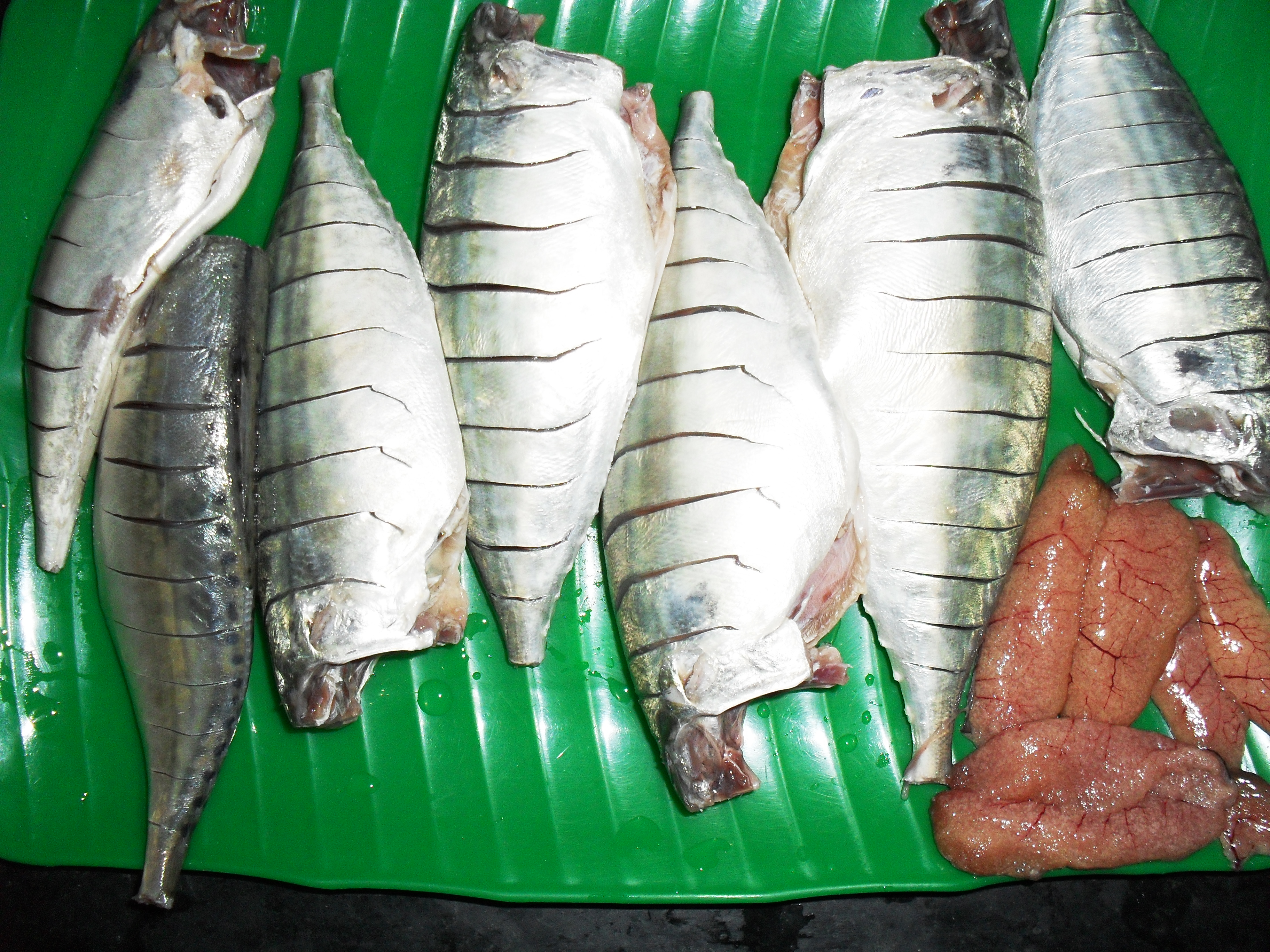
Indian mackerel, cleaned with gashes and its eggs. The head portion is removed.

羽鳃鲐（学名：Rastrelliger kanagurta），又稱羽鰓鮐，俗名花鮫、鐵甲、肉鰱、媽鱟、姑婆頭、大口鮫，为輻鰭魚綱鱸形目鯖亞目鲭科的其中一種。

## 分布
本魚分布于印度西太平洋區，包括東非、紅海、馬達加斯加、葛摩、模里西斯、阿拉伯海、波斯灣、伊朗、馬爾地夫、孟加拉灣、巴基斯坦、印度、緬甸、泰國、柬埔寨、台灣、中國、日本、印尼、越南、菲律賓、澳洲、斐濟、馬里亞納群島、帛琉、薩摩亞群島、東加、索羅門群島、新喀里多尼亞、關島、萬那杜等海域。

## 深度
水深20至90公尺。

## 特徵
本魚體呈紡錘型，橫切面橢圓形，頭長等魚體高，上下和各具細牙一列，但上頷牙常退化。兩背鰭相距遠，在第二背鰭和臀鰭後方有5枚離鰭。尾鰭深分叉，在尾柄基部每側各有2條小隆起嵴。魚體背部呈青綠色，沿著背鰭基底有1列黑點，胸鰭後亦有一黑點，體側約有6條黃色縱帶，腹面銀白色。胸部的鱗片較大，形成一小胸甲，背鰭硬棘8至11枚；背鰭軟條12枚；臀鰭硬棘0枚；臀鰭軟條12枚，體長可達35公分。

## 生態
本魚棲息在港灣或較深的礁湖，屬肉食性，常出現在動物性浮游生物豐富的地方，喜群游，有時會一游一面張大口以攝食性浮游生物，有時也吃甲殼類，具趨光性但討厭強光。

## 經濟利用
為味美的食用魚，為重要之經濟魚類，可製成罐頭、煮湯或鹽燒。

## 扩展阅读
維基物種上的相關：羽鳃鲐